# 하느님, 왕을 지켜 주소서
하느님, 왕을 지켜 주소서(라틴어: Domine salvum fac regem)는 1792년 이전 프랑스 왕국에서 사용한 비공식 왕실 국가로서, 매 미사 때마다 쁘띠뜨 모테트 형식으로 불렸다. 왕정 시대 때는 제1신분이었던 성직자와 제2신분이었던 귀족 사이에서 라틴어가 꽤 사용되었는데, 이 곡 역시 가사가 라틴어로 쓰여졌다. 이 곡은 프랑스 혁명이 한창이었던 1792년에 왕실 국가로서의 지위를 잃었으며, 1815년에 나폴레옹 1세가 실각하고 왕정 복고를 하고 나서도 왕실 국가로서 다시 제정되지 않고 역사 속으로 묻혔다.
이 모테트는 1515년에 대관식을 치른 왕이었던 프랑수아 1세를 위하여 장 무통이 작곡한 것이다.

## 가사

### 원작 (라틴어)
Domine salvum fac regem

et exaudi nos in die qua invocaverimus te.

Gloria Patri et Filio,

et Spiritui Sancto.

Sicut erat in principio

et nunc et semper et in saecula saeculorum,

amen.

### 프랑스어 가사
Seigneur, sauvez le Roi!

et exaucez-nous lorsque nous vous invoquons.

Gloire au Père et au Fils,

et au Saint-Esprit.

Comme il était au commencement

maintenant et toujours, pour les siècles des siècles,

Amen.

### 해석
주님, 우리 왕을 구하소서.

그리고 저희가 부를 때 저희의 기도를 들어 주소서.

아버지(왕)와 아들(왕세자)에게

영광과 성령을 주소서.

처음과 같이

이제와 항상 영원히.

아멘.
- 아버지를 왕, 아들을 왕세자로 이해하고 해석했다. 1791년 이전의 프랑스는 절대 왕정 국가였고 왕권신수설이 통했던 시절임을 감안하기 바란다.
- 처음과 같이 이제와 항상 영원히는 천주교의 영광송에서 나오는 구절이기도 하다. 1791년 이전의 프랑스는 천주교가 국교였고, 성직자는 귀족보다도 높은 제1신분에 속했다.

## 같이 보기
- 영국의 국가
- 독일 제국의 국가